# Georg Wolfgang Wedel

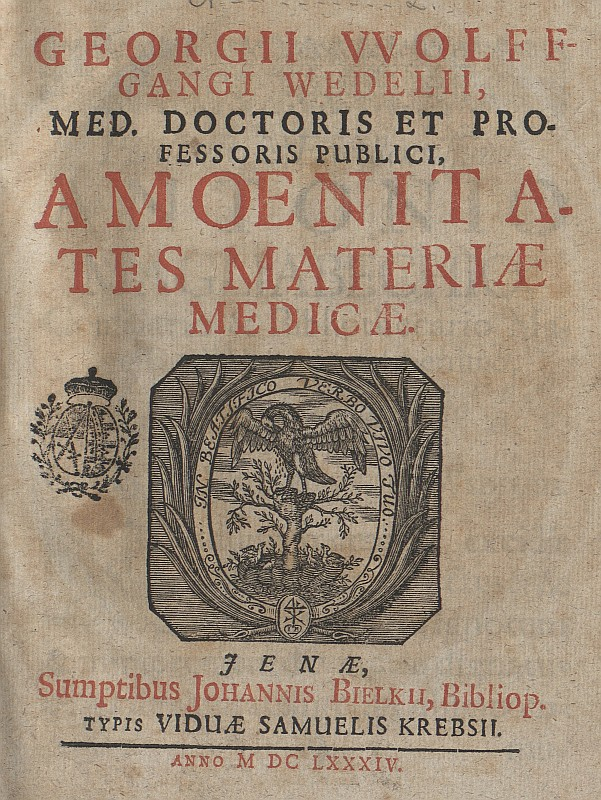
Amoenitates materiae medicae
Titelblatt (1684)

Georg Wolfgang Wedel (Golßen, 12 de novembro de 1645 — Jena, 6 de setembro de 1721) foi um médico alemão.

## Vida
Filho do pastor Johann Georg Wedel, estudou medicina a partir dos 16 anos na Universidade de Jena, onde foi aluno de Johann Theodor Schenck e Werner Rolfinck. Teve de desistir de um estudo subsequente no exterior devido à morte de seu pai, permanecendo em Jena. Praticou em Gorzów Wielkopolski e Sulechów, até que em 1667 foi chamado para ser médico da cidade de Gotha. Após obter o doutorado em 1672 em Jena, lá assumiu a cátedra de medicina.
A partir de 1685 foi real e imperial médico saxônico. Foi seguidor dos ensinamentos químicos de Franciscus Sylvius .
Seus filhos Ernst Heinrich Wedel (1 de agosto de 1671 — 13 de abril de 1709) e Johann Adolf Wedel (1675 — 1747) foram também médicos.

## Obras
- Pharmacia in artis formam redacta. Jena 1677
- De medicamentorum facultatibus cognoscendis. 1678
- Physiologia medica. 1680–88
- Amoenitates materiae medicae. 1684
- Exercitationum medico-philologicarum decades tres. 1686
- Pathologia medica dogmatica. 1692
- Compendium praxeos clinicae. 1707
- Einleitung zur Alchymie. Breslau 1724